# Семья Кардашьян
Семья Кардашьян, также называемая семьей Кардашьян-Дженнер, — американская семья, известная в сфере развлечений, реалити-шоу, дизайна одежды и бизнеса. Основана Робертом Кардашьян и Крис Дженнер, она состоит из их детей Кортни, Ким, Хлои и Роба Кардашьян, а также их внуков. После развода Роберта и Крис в 1991 году Крис вышла замуж за Брюса Дженнера (ныне Кейтлин), от которого у нее родились две дочери: Кендалл и Кайли Дженнер. Среди известных дальних родственников Кендалл есть и сводные братья и сестры: Кайли (через Кейтлин и ее брак с актрисой Линдой Томпсон), Брэндон и Броди Дженнер.
Кортни ранее встречалась с американским предпринимателем Скоттом Дисиком и родила ему троих детей. В 2021 году она обручилась с Трэвисом Баркером. Ким была замужем за американским рэпером и продюсером Канье Уэстом, она родила ему четырех детей. Хлоя ранее встречалась с канадским баскетболистом Тристаном Томпсоном, у них два ребенка. Роб ранее встречался с американской рэпершей и моделью Блэк Чайной, у них один ребенок. Кайли состояла в длительных отношениях с американским рэпером и певцом Трэвисом Скоттом, у них двое детей. Сейчас Кайли встречается с Тимати Шаламе.
Роберт Кардашьян изначально привлек к себе внимание в связи с тем, что был одним из адвокатов О. Дж. Симпсона во время дела об убийстве О. Дж. Симпсона, но семья использовала секс-видео Ким 2002 года с певцом Рэем Джеем для превращения семьи Кардашьян, в реалити-шоу и бизнес-империю. С тех пор Glamour называет их "самой известной семьей Америки", Insider - "одной из самых влиятельных семейных "династий" в мире", а Vogue - "самыми влиятельными людьми 2010-х годов". Они находятся в центре внимания книги Иэна Гальперина "Династия Кардашьян: противоречивое возвышение американской королевской семьи".
Самым продолжительным реалити-шоу про семью было «Семейство Кардашьян» (2007–2021).
Роберт Кардашьян-старший — сын Хелен и Артура Кардашьян. Корни Роберта старшего идут в древнюю армянскую фамилию Хачатрян (род. Хачатурян). Все четверо его бабушек и дедушек были армянами, эмигрировавшими из Российской империи в США в начале 20 века из городов Каракале и Эрзурум на территории современной Турции. Семья переехала еще до начала геноцида армян в 1915 году.

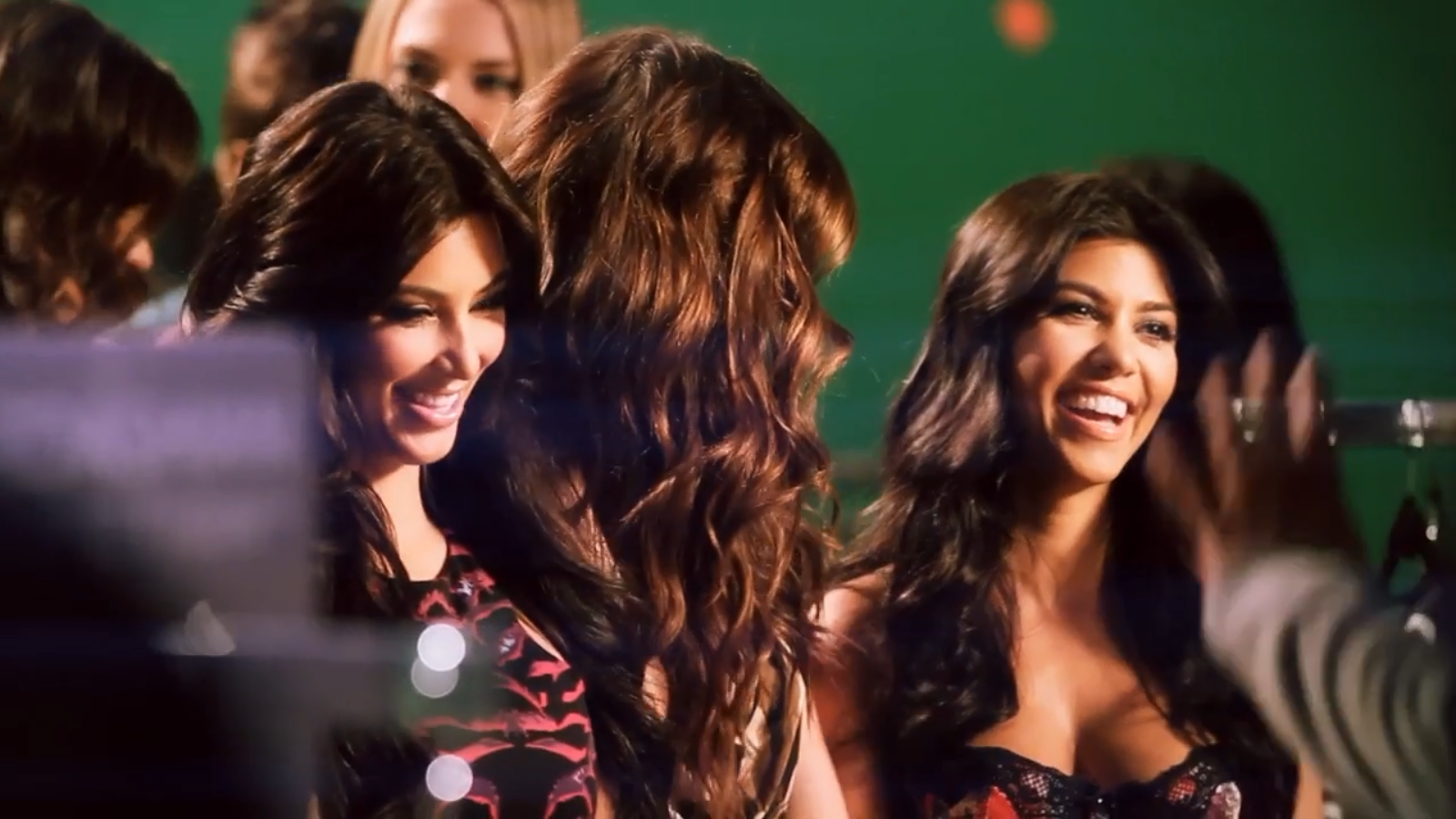
Кардашьян

## Принятие
Семья и СМИ отдают должное Ким за то, что она помогла им начать свою карьеру. Семью критиковали за то, что она "знаменита по причине знаменитости". В конце мая 2020 года Forbes опубликовал расследование финансов Кайли, утверждая, что она исказила свой статус миллиардера. Писатели Чейз Петерсон-Уиторн и Мадлен Берг заявили: «...ложь во спасение, умолчания и откровенные измышления можно ожидать от семьи, которая усовершенствовала, а затем монетизировала концепцию «знаменитости за то, что она известна»». Даже несмотря на основное реалити-шоу «Семейство Кардашьян», некоторые говорят, что у семьи «нет реальных навыков, кроме как «быть знаменитыми благодаря тому, что они знамениты»». Vogue заявил, что Кардашьяны «...доказали, что, хотя они были «известны своей известностью» в 2000-х, в 2010-х они стали культурной силой, с которой нужно считаться». 2 сентября 2010 года им были вручены ключи от Беверли-Хиллз, намеренно расположенные так, чтобы они соответствовали почтовому индексу района 90210.